# Hugh Shearer
Hugh Lawson Shearer EN OJ PC (18 de mayo de 1923 – 5 de julio de 2004) fue un político y sindicalista jamaicano, quien sirvió como el tercer Primer ministro de Jamaica, de 1967 a 1972.

## Biografía

### Infancia y juventud
Nació en Martha Brae, parroquia de Trelawny, Jamaica, cerca de las zonas de cultivos de azúcar y de plátanos, Shearer asistió a la Universidad St. Simon tras ganar una beca parroquial de la escuela. Él entonces graduado de Howard University School of Law.

### Vida privada
Hugh Shearer estuvo casado dos veces durante su vida.
Shearer se divorció de su primera mujer, con quien tuvo tres hijos, cuando fue nombrado primer ministro en 1967.
Hugh Shearer casó con su segunda esposa, la doctora Denise Eldemire Shearer, el 28 de agosto de 1998. Es la hija del más tarde Dr. Herbert Eldemire, quién sirvió como primer ministro de Salud de Jamaica de 1962 a 1972. La pareja estuvo casado por casi 6 años, hasta su muerte en julio de 2004.
Tenga un hijo y dos hijas.

### Carrera y sindicatos
En 1941 tomó un trabajo en el personal de un semanario sindical, el Trabajador jamaicano. Su primera promoción política comenzó en 1943, cuando Sir Alexander Bustamante, fundador del Partido Laborista de Jamaica (JLP), se hizo cargo de la dirección editorial del periódico y tomó a Shearer bajo su afiliación política. Shearer continuó conseguir el ascenso después de la promoción dentro de la unión y adquirió una beca de Gobierno de Sindicatos en 1947.
Fue nombrado Supervisor de Isla del sindicato Bustamante, BITU, y Vicepresidente elegido poco después de la unión.

### Carrera política
Shearer fue elegido a la Cámara de Representantes de Jamaica como miembro por el Kingston Occidental en 1955, cargo que conservó durante los próximos cuatro años hasta que fue derrotado en las elecciones 1959.
Fue miembro del Senado de 1962 a 1967, al mismo tiempo que cumplía la función del portavoz de jefe de Jamaica en asuntos extranjeros como Jefe de Diputado de Misión en las Naciones Unidas. En 1967 fue elegido como miembro por el sur del Clarendon y, tras la muerte de Sir Donald Sangster, Primer ministro nombrado el 11 de abril de 1967.

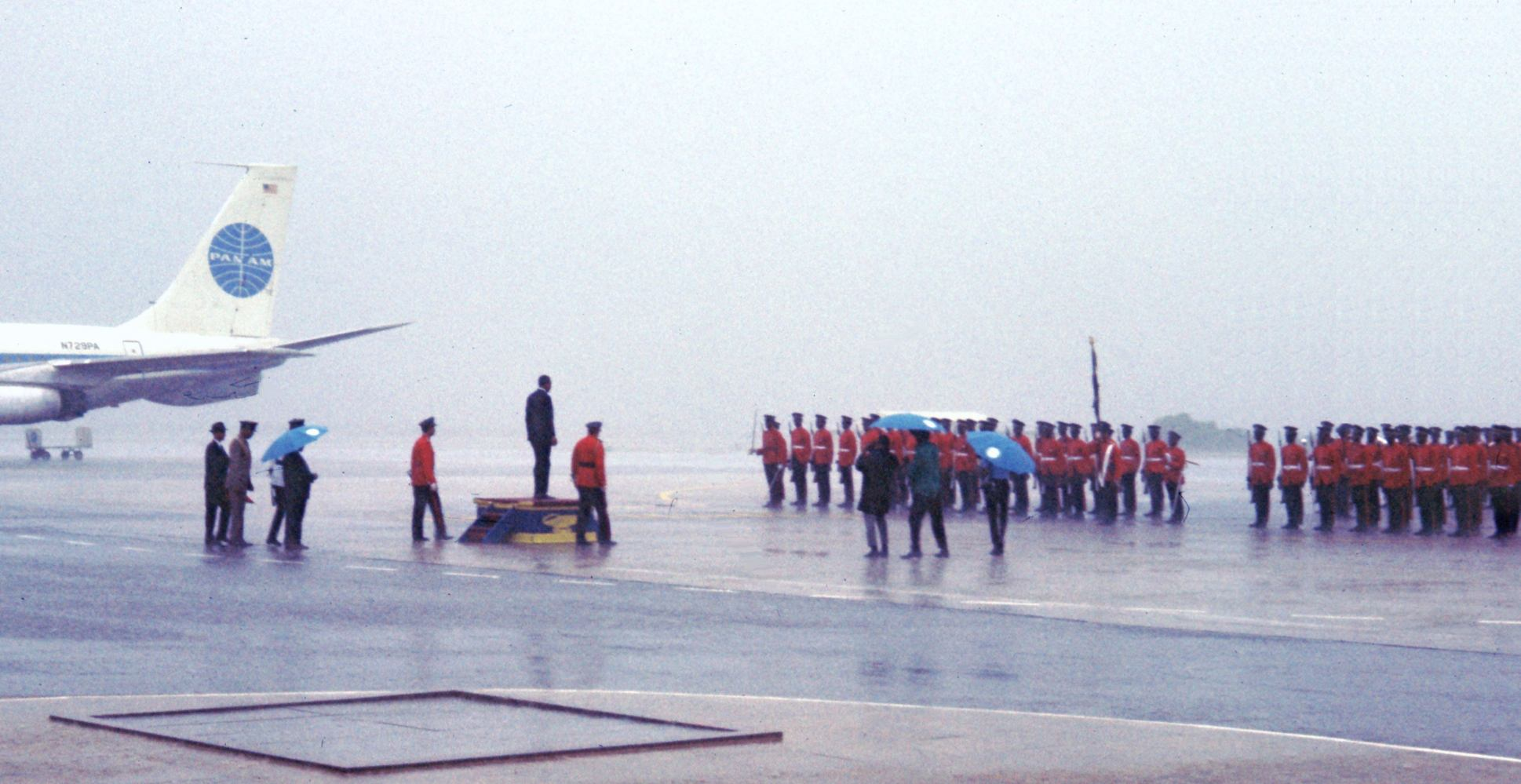
Hugh Shearer (encima de la plataforma), como Primer ministro, dando un discurso improvisado en el aeropuerto Palisadeos, Kingston, a los miembros de la Fuerza de Defensa de Jamaica, durante un temporal de lluvia ligera.

Gracias a su trabajo inicial con el Trabajador jamaicano, Shearer logró en gran parte tener buenas relaciones con la clase obrera jamaicana, y era generalmente bien querido por el pueblo. Sin embargo, causó una protesta de descontento en octubre de 1968 cuándo su gobierno prohibió al historiador, Walter Rodney de re-ingresar al país. El 16 de octubre hubo una serie de disturbios, conocidos como los Rodney Riots rompió fuera, después de protesta pacífica por estudiantes de la Universidad de las Indias Orientales del campus de Mona, fue suprimido por la policía; los disturbios se extendieron por toda Kingston. Shearer quedó junto a la prohibición, alegando que Rodney era un peligro para Jamaica, citando sus lazos socialistas, viajes a Cuba y la URSS, así como su nacionalismo negro radical.
Shearer fue generalmente incómodo con ideas del panafricanismo o militantes del nacionalismo negro. Fue también inseguro sobre la estabilidad de la nueva Jamaica independiente a finales de la década de 1960.
Su gobierno como primer ministro fue uno de los más prósperos de Jamaica, con tres nuevas refinerías de alúmina fueron construidas, junto con tres grandes recursos turísticos. Estos seis edificios formaron la base minera y turística de Jamaica, el dos más grande adquirentes del país.
Durante el mandato de Shearer estuvo también marcado por un gran alza de la matriculación en las escuelas secundarias , a través de una intensa campaña de educación. Cincuenta escuelas nuevas fueron construidas.
Fue por presión de Shearer que la Convención de las Naciones Unidas sobre el Derecho del Mar, escogió a Kingston para albergar su sede.
En las elecciones de 1972, el Partido Nacional del Pueblo (JLP) fue vencido y su líder, Michael Manley, se convierte en Primer ministro. Entre 1980 y 1989, durante cargo de primer ministro de Edward Seaga, quien le sucedido como líder del JLP en 1974, Shearer fue presidente de la cámara de diputados y ministro de relaciones exteriores.

### Muerte y legado
Falleció en su casa en Kingston el 5 de julio de 2004, ala edad de 81 años. El más honorable Hugh Lawson Shearer fue sobrevivido por su mujer, la más honorable Dr. Denise Eldemire Shearer, sus hijos Corey Alexander, Howard, Lance y Donald, e hijas Hope, Hilary, Heather, Mischka Garel y Ana Margaret Sánchez.
El 14 de mayo de 2009, el Banco de Jamaica anunció un plan para emitir un nuevo billete de JA$5000 con el rostro de Shearer, del cual fue explicado en detalle el lunes 18 de mayo de 2009 por el Gobernador del banco Central de Jamaica Derick Milton Latibeaudiere.